# Bahnhof Minobu
Der Bahnhof Minobu (jap. 身延駅, Minobu-eki) ist ein Bahnhof auf der japanischen Insel Honshū, betrieben von der Bahngesellschaft JR Central. Er befindet sich in der Präfektur Yamanashi auf dem Gebiet der Stadt Minobu.

## Beschreibung
Minobu ist ein Durchgangsbahnhof an der Minobu-Linie von Kōfu nach Fuji. Hier halten täglich sieben Zugpaare des Schnellzugs Fujikawa (ふじかわ), der Kōfu mit Shizuoka verbindet. Hinzu kommen alle ein bis zwei Stunden Regionalzüge. Auf dem Bahnhofsvorplatz halten drei lokale Buslinien, auf der nahe gelegenen Hauptstraße eine Fernbuslinie der Gesellschaft Chūō Kōsoku Bus.
Der Bahnhof steht im Stadtteil Tsunouchi, eingezwängt zwischen dem Westhang des Berges Mitsushi-yama und dem Fluss Fuji. Ursprünglich stand er nicht auf dem Gebiet der Stadt Minobu, sondern auf jenem der Nachbargemeinde Okawauchi, die 1955 mit Minobu fusionierte. Die Anlage ist von Norden nach Süden ausgerichtet und besitzt sechs Gleise, von denen drei dem Personenverkehr dienen. Sie liegen am Hausbahnsteig und an einem teilweise überdachten Mittelbahnsteig, der durch eine Unterführung mit dem Empfangsgebäude an der Westseite der Anlage verbunden ist. Die drei übrigen Gleise werden zum Abstellen von Zügen verwendet.
Etwa vier Kilometer entfernt ist der Kuon-ji, der Haupttempel der buddhistischen Schule Nichiren-shū, weshalb der Bahnhof Minobu überdurchschnittlich viele Nutzer zählt.

## Geschichte
Die private Bahngesellschaft Fuji Minobu Tetsudō (富士身延鉄道) eröffnete am 18. Mai 1920 das Teilstück zwischen Kai-Ōshima und Minobu. Der geplante Weiterbau in Richtung Kōfu verzögerte sich, so dass der Bahnhof siebeneinhalb Jahre lang Endstation war. Ein halbes Jahr nach ihrer Elektrifizierung wurde die Strecke am 17. Dezember 1927 zunächst nach Ichikawa-Daimon verlängert, bis sie schließlich drei Monate später die Präfekturhauptstadt erreichte.
Am 1. Oktober 1938 wurde die Minobu-Linie vom Staat geleast und am 1. Mai 1941 ganz vom Eisenbahnministerium übernommen. 1980 ersetzte die Japanische Staatsbahn das ursprüngliche Empfangsgebäude durch einen Neubau. Sie stellte am 16. Januar 1984 den Güterverkehr ein (Transport von Kies und Zement). Im Rahmen der Staatsbahnprivatisierung ging der Bahnhof am 1. April 1987 in den Besitz der neuen Gesellschaft JR Central über.